# Ігнац Делінгер
Ігнац Делінгер (нім. Ignaz Döllinger; 27 травня 1770, Бамберг — 14 січня 1841, Мюнхен) — німецький натураліст, лікар, анатом і фізіолог, дійсний член Німецької академії наук «Леопольдина» (1816), один з перших, хто почав розглядати медицину як природничу науку.